# Hyalocis yakushimensis
Hyalocis yakushimensis là một loài bọ cánh cứng trong họ Ciidae. Loài này được Kawanabe miêu tả khoa học năm 1993.